# Гражданство Туркменистана

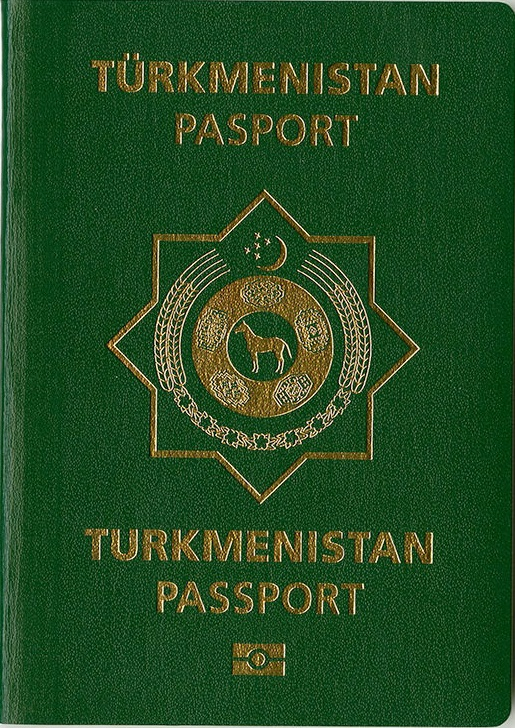
Паспорт гражданина Туркменистана.

Гражданство Туркменистана определяет принадлежность лица к Республике Туркменистан и устойчивую правовую связь между ними, совокупность их взаимных прав и обязанностей. Гражданами Туркменистана являются лица, которые получили гражданство в соответствие с Законом Туркменистана «О гражданстве Туркменистана». Документом, подтверждающим гражданство Туркменистана, является паспорт гражданина страны. В соответствии с 7-й статьёй конституции страны, никто не может быть лишён гражданства или права изменить гражданство. Гражданин Туркменистана не может быть выдан другому государству либо изгнан за пределы Туркменистана, или ограничиваться в праве вернуться на Родину. Гражданам Туркменистана гарантируются защита и покровительство государства как на территории Туркменистана, так и за её пределами.

## Приобретение гражданства Туркменистана
1. Гражданство может быть получено:
- по рождению
- принятия в гражданство
- восстановления в гражданстве
- по иным основаниям, предусмотренным Законом о гражданстве или международными договорами Туркменистана.

2. При определении принадлежности лица к гражданству Туркменистана применяются нормативные правовые акты Туркменистана, действовавшие на момент наступления обстоятельств, связанных с этим.

## Принципы гражданства
Статья 4 Закона о гражданстве содержит основные принципы гражданства:
1. каждое лицо имеет право на гражданство
2. гражданство Туркменистана является равным для всех граждан Туркменистана независимо от оснований его приобретения;
3. гражданство не может быть предоставлено против воли человека
4. гражданин Туркменистана не может быть лишён гражданства, права изменить гражданство, выдан другому государству либо изгнан за пределы Туркменистана, а также ограничен в праве вернуться на Родину
5. предотвращения и сокращения безгражданства

## Прекращение гражданства
Гражданство Туркменистана прекращается в случае:
1. выхода из гражданства
2. утраты гражданства
3. по иным основаниям, предусмотренным настоящим Законом или международным договором Туркменистана.

## Утрата гражданства
Гражданство Туркменистана утрачивается:
1. вследствие поступления лица на военную службу, на службу в органы безопасности, полиции, юстиции, дипломатическую службу или иные органы государственной власти и управления в другом государстве за исключением случаев, предусмотренных межгосударственными договорами Туркменистана
2. если гражданство Туркменистана приобретено в результате представления заведомо ложных сведений или подложных документов
3. по основаниям, предусмотренным межгосударственными договорами Туркменистана.

## Атрибуты гражданина Туркменистана
1. Документом, подтверждающим гражданство Туркменистана, является паспорт гражданина Туркменистана или иной документ, подтверждающий гражданство Туркменистана, выданный уполномоченными государственными органами Туркменистана.
2. Гражданство ребёнка, не достигшего шестнадцатилетнего возраста, подтверждается его свидетельством о рождении или паспортом одного из родителей, являющегося гражданином Туркменистана.

## Множественное гражданство
За гражданином Туркменистана не признаётся гражданство другого государства. Проживание гражданина Туркменистана на территории другого государства не влечёт за собой прекращения гражданства Туркменистана. В настоящее время не действует Соглашение между Российской Федерацией и Туркменистаном об урегулировании вопросов двойного гражданства (1993 год), позволяющий иметь двойное гражданство. (Соглашение прекратило своё действие 18.05.2015 г.).